# Anna Markfort
Anna Markfort (Berlín, 2 de julio de 1993) es una deportista alemana que compite en vela en la clase 470.
Ganó una medalla de plata en el Campeonato Mundial de 470 de 2025 y dos medallas de plata en el Campeonato Europeo de 470, en los años 2018 y 2023.

## Palmarés internacional
| \| Campeonato Mundial \| Campeonato Mundial \| Campeonato Mundial \| Campeonato Mundial \| \| Año \| Lugar \| Medalla \| Clase \| \| ------------------ \| ------------------ \| ------------------ \| ------------------ \| \| 2025 \| Gdynia (Polonia) \| Medalla de plata \| 470 mixto \| \| Campeonato Europeo \| \| \| \| \| Año \| Lugar \| Medalla \| Clase \| \| 2018 \| Burgas (Bulgaria) \| Medalla de plata \| 470 \| \| 2023 \| San Remo (Italia) \| Medalla de plata \| 470 mixto \| |                   |                  |           |
| Campeonato Mundial |                   |                  |           |
| Año | Lugar             | Medalla          | Clase     |
| 2025 | Gdynia (Polonia)  | Medalla de plata | 470 mixto |
| Campeonato Europeo |                   |                  |           |
| Año | Lugar             | Medalla          | Clase     |
| 2018 | Burgas (Bulgaria) | Medalla de plata | 470       |
| 2023 | San Remo (Italia) | Medalla de plata | 470 mixto |